# Glottiphyllum depressum
Glottiphyllum depressum és una espècie comuna de planta suculenta, de la família de les aïzoàcies (Aizoaceae), originària de Sud-àfrica.
És probablement l'espècie més estesa de Glottiphyllum, després de Glottiphyllum longum, i una de les més freqüents en el cultiu. Encara que no és tan comú com G.longum, és molt més variable en la seva forma.

## Descripció

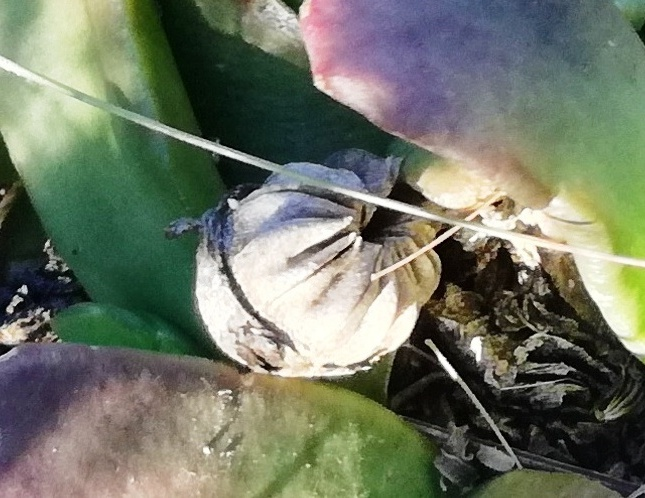
Càpsula de llavors tancada de G.depressum. Les vàlvules formen una cúpula elevada i elevada. La vora de la càpsula és baixa i deprimida.

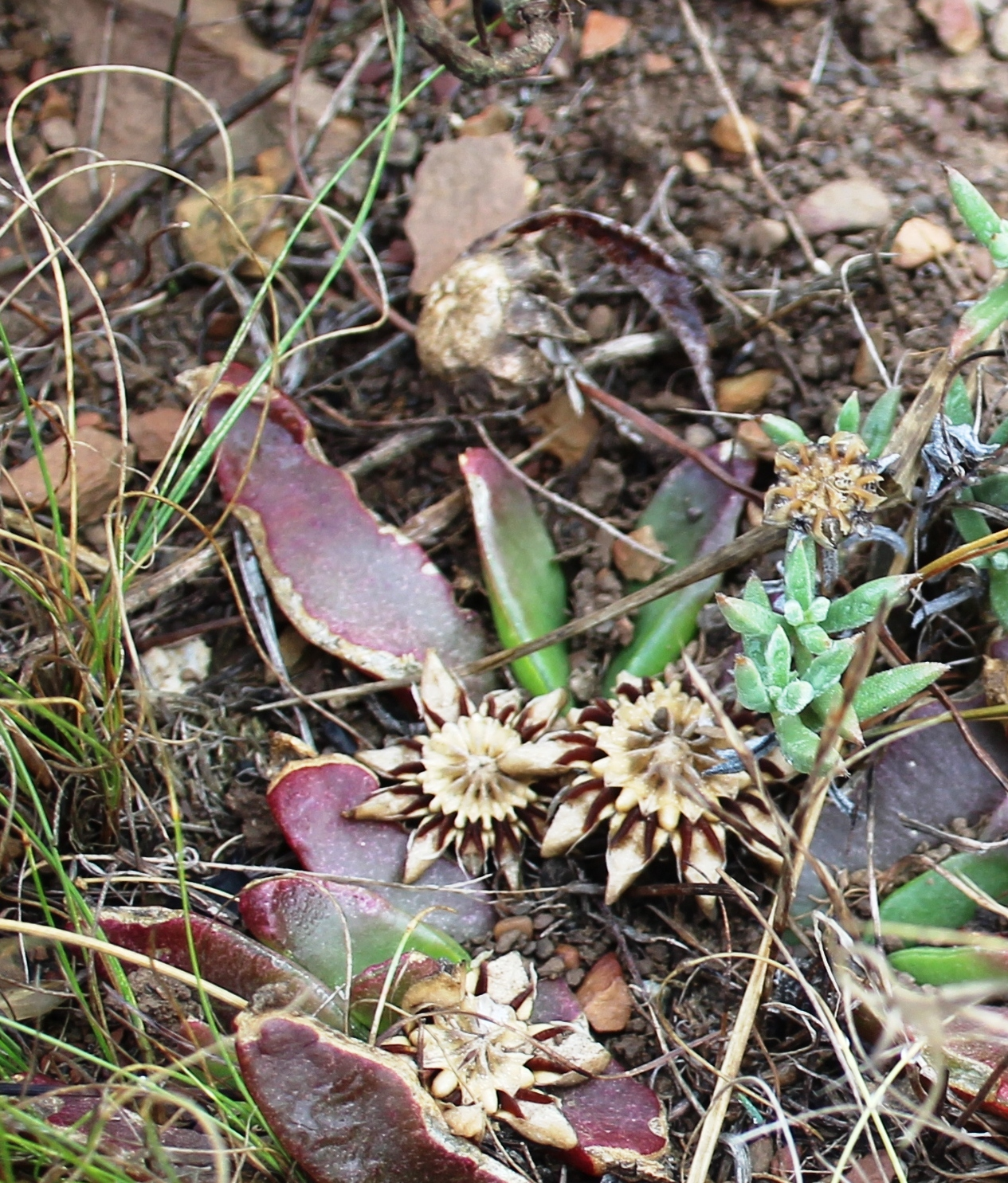
Les càpsules de llavors G.depressum obertes per la pluja. Les càpsules no tenen tiges, de manera que es mantenen a prop de la planta i aviat cauen.

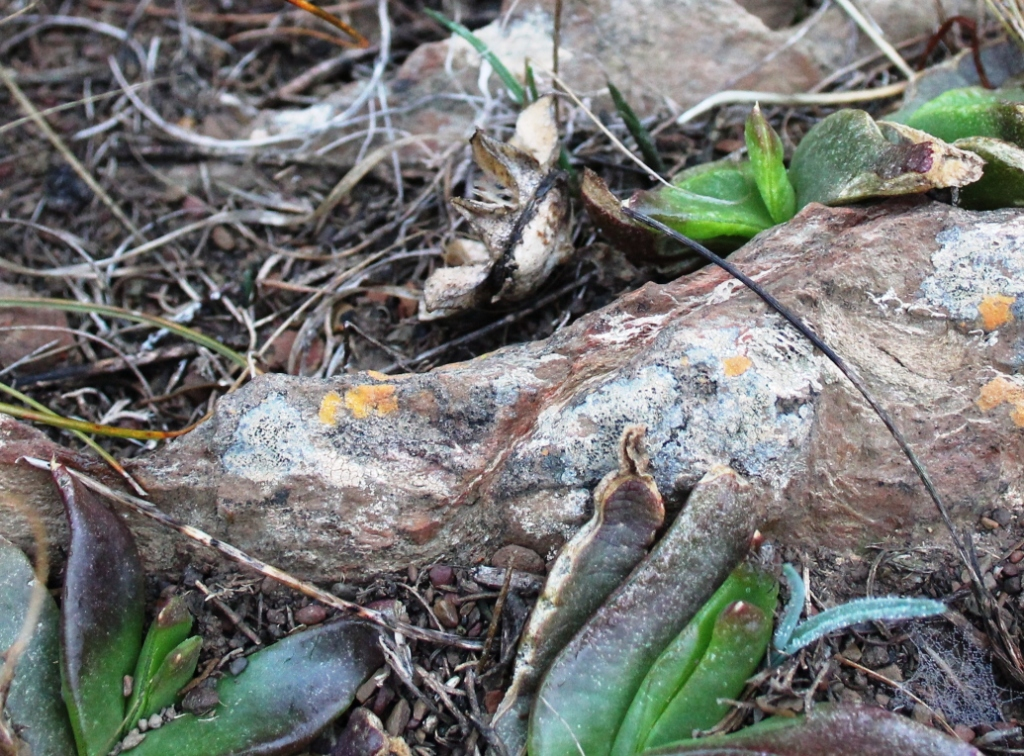
Càpsula de llavors rebutjades. Després de caure, les càpsules arrodonides roden i escampen més llavors (fruits secs).

Es pot distingir dels seus parents per les seves fulles, moltes de les quals tenen ganxos apicals. L'aparença clara d'un ganxo a l'extrem de la fulla es deu a la impressió de la fulla oposada contra ella quan el parell de fulles va sorgir per primera vegada. Les parets de les cèl·lules de la vesícula de les fulles també són notablement ondulades.
Les flors i els fruits no tenen tiges llargues i, per tant, es mantenen a prop de la planta.
La càpsula de llavors té una base molt suau, rodona i esponjosa, i vàlvules gruixudes aixecades en forma de cúpula arrodonida alta (>3 mm) a la part superior. La vora circumdant de la càpsula és baixa i deprimida. Les tiges de la càpsula es desintegren ràpidament, cosa que permet que la càpsula caigui. A continuació, la càpsula arrodonida s'enrotlla i escampa encara més la llavor (fruits secs).
Com moltes espècies de Glottiphyllum, les seves tiges creixen horitzontalment al llarg del terra, amb les seves fulles verdes i carnoses que creixen en dues fileres oposades (dístiques).

### Variació regional

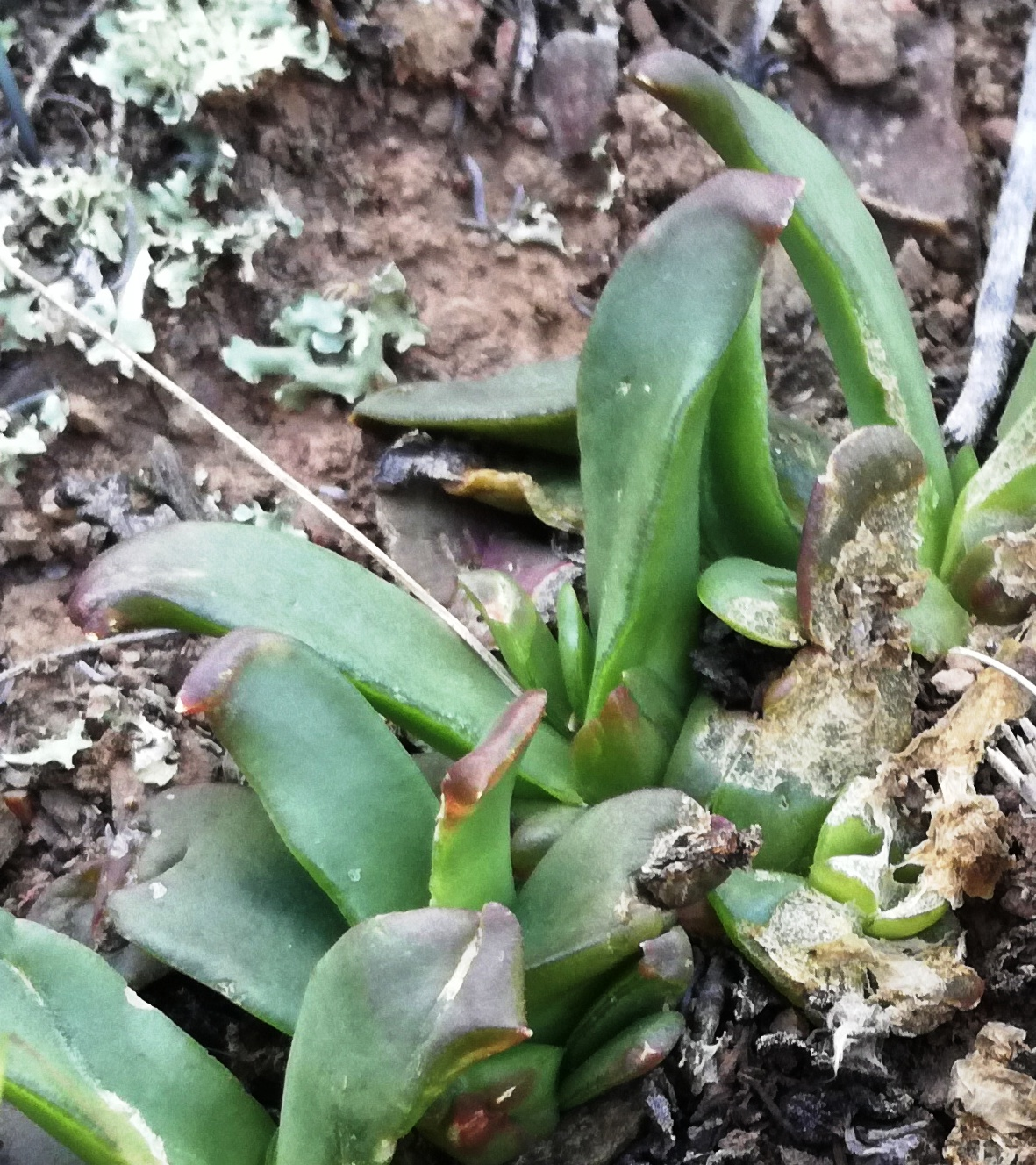
G.depressum es pot identificar per les puntes de fulles "en forma de ganxo" que tenen moltes de les seves fulles.

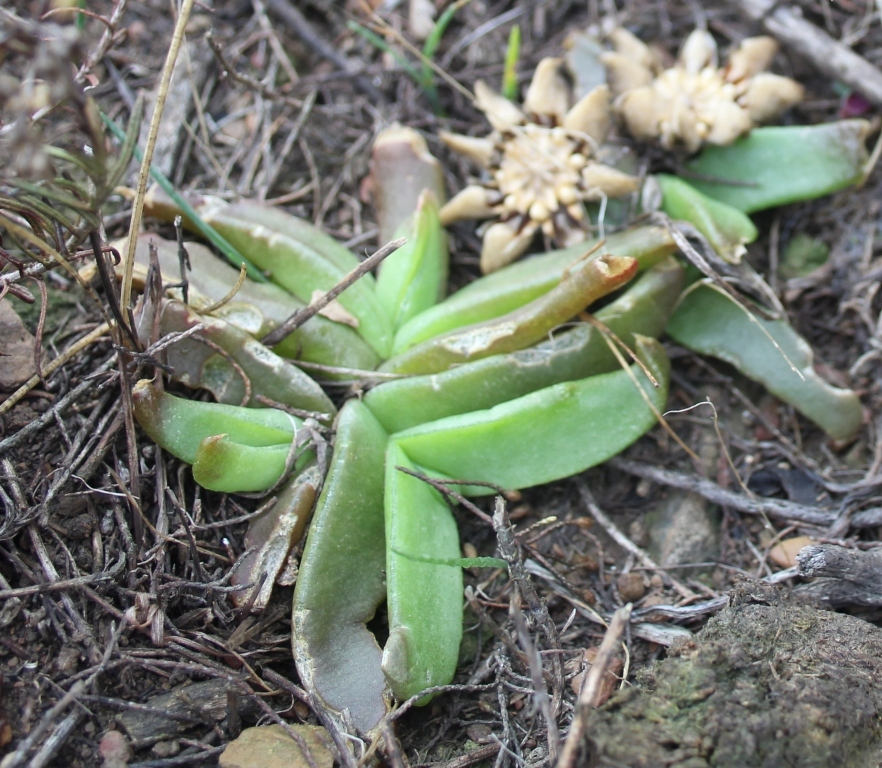
Detall de la fulla de G.depressum

Aquesta espècie és extremadament variable, i mentre que algunes varietats de G.depressum tenen fulles decumbents al sòl, altres tenen fulles ascendents que no tenen ganxos molt clars a les seves puntes.
Algunes varietats tenen fulles planes i en forma de corretja, que de vegades fins i tot s'assemblen a les de Glottiphyllum longum. Tanmateix, les seves fulles s'estrenyen lleugerament cap a l'àpex de la fulla.
Altres varietats tenen fulles comprimides lateralment i de secció transversal triangular. Si també estan en posició vertical o ascendent en el seu angle, de vegades es poden assemblar a les fulles de Glottiphyllum suave.
No obstant això, totes les varietats tenen algunes de les seves fulles amb les puntes retorçades i en forma de ganxo.

### Distinció deG. longum
Aquesta espècie es confon de vegades amb l'encara més estesa Glottiphyllum longum. No obstant això, G.depressum té puntes clares a les seves fulles, que de vegades també són una mica més erectes. Les parets cel·lulars de les cèl·lules de les vesícules de les seves fulles són ondulades. Les flors i els fruits de G.depressum no tenen tiges llargues, de manera que es mantenen a prop del centre de la planta. La seva càpsula de llavors també té una base molt suau i esponjosa, i cau aviat. La part superior de la càpsula de llavors té vàlvules elevades molt gruixudes en una cúpula alta, que està envoltada per una vora baixa poc visible.
G. longum té fulles llargues, planes i en forma de corretja que sovint es troben una mica més postrades a terra. Són, com a molt, només lleugerament corbats a la punta, no molt en forma de ganxo. Les cèl·lules de la vesícula dels marges arrodonits de les fulles estan orientades horitzontalment i no allargades. G. longum neixen de tiges llargues. Les càpsules de llavors són més planes a la part superior, amb vàlvules inferiors i una vora més alta, i 9 o més lòculs. Les càpsules també són duradores i es pot veure que persisteixen a la tija durant molts anys.

## Distribució
Glottiphyllum depressum està estès a la província sud-africana del Cap Occidental. Es produeix des del Ceres Karoo, a través de la regió d'Overberg i cap a l'est.

## Taxonomia
Glottiphyllum depressum va ser descrit per (Haw.) N.E.Br. i publicat a The Gardeners' Chronicle & Agricultural Gazette a l'any 1921, Ser. III. lxx. 327.
Etimologia
Glottiphyllum: nom genèric que prové del grec "γλωττίς" (glotis = llengua) i "φύλλον" (phyllos = fulla).
depressum: epítet llatí que significa "deprimit".
Sinonimia
- Mesembryanthemum depressum Haw. (1803)
- Mesembryanthemum depressum var. lividum Haw.
- Mesembryanthemum fragrans Salm-Dyck (1820)
- Mesembryanthemum linguiforme var. fragrans (Salm-Dyck) A.Berger
- Mesembryanthemum longum var. declive Haw.
- Mesembryanthemum longum var. flaccidum Haw.
- Mesembryanthemum rufescens Haw.
- Mesembryanthemum linguaeforme var. rufescens Haw.
- Mesembryanthemum linguaeforme Haw.
- Mesembryanthemum taurinum Haw. (1812)
- Glottiphyllum barrydalense Schwantes
- Glottiphyllum buffelsvleyense Schwantes
- Glottiphyllum framesii L.Bolus (1929)
- Glottiphyllum haagei Tischer (1928)
- Glottiphyllum jacobsenianum Schwantes
- Glottiphyllum marlothii Schwantes (1926)
- Glottiphyllum muirii N.E.Br.
- Glottiphyllum nysiae Schwantes
- Glottiphyllum platycarpum L.Bolus (1929)
- Glottiphyllum proclive N.E.Br.
- Glottiphyllum starkeae L.Bolus (1933)
- Glottiphyllum uniondalense L.Bolus (1932)
- Glottiphyllum fragrans (Salm-Dyck) Schwantes
- Glottiphyllum rufescens (Haw.) Tischer
- Glottiphyllum taurinum (Haw.) N.E.Br.[5][6]